# Mike Gorodinsky
Mike Gorodinsky (* 1986 in Leningrad, Sowjetunion) ist ein professioneller US-amerikanischer Pokerspieler. Er ist dreifacher Braceletgewinner der World Series of Poker, bei der er 2015 als Spieler des Jahres ausgezeichnet wurde.

## Persönliches
Gorodinsky wurde in Leningrad, dem heutigen Sankt Petersburg, geboren. Ursprünglich stammt er aus St. Louis. Der Amerikaner lebt in Denver.

## Pokerkarriere

### Werdegang
Gorodinsky lernte Poker, indem er unter dem Nickname gordo16 auf der Onlinepoker-Plattform PokerStars spielte.
Seine erste Geldplatzierung bei einem Live-Turnier erzielte der Amerikaner im Januar 2008 beim Main Event des PokerStars Caribbean Adventures (PCA) auf den Bahamas. Mitte Juni 2009 war er erstmals bei der World Series of Poker (WSOP) im Rio All-Suite Hotel and Casino am Las Vegas Strip erfolgreich und belegte bei einem Turnier der Variante Pot Limit Omaha den mit knapp 5000 US-Dollar dotierten 42. Platz. Im Januar 2010 gewann er beim PCA ein Turnier in der gemischten Variante 8-Game und damit zum ersten Mal mehr als 100.000 US-Dollar Preisgeld. Ende Mai 2013 setzte sich Gorodinsky bei einem in Omaha/Seven Card Stud Hi/Lo gespielten WSOP-Event durch und gewann damit sein erstes Bracelet sowie mehr als 200.000 US-Dollar Siegprämie. Bei der WSOP 2015 landete er bei der Seven Card Razz Championship hinter Phil Hellmuth auf dem zweiten Platz und belegte wenige Tage später bei einem Six-Handed-Turnier in No Limit Hold’em den dritten Platz. Anschließend gewann er die renommierte Poker Player’s Championship mit einem Buy-in von 50.000 US-Dollar und sicherte sich sein zweites Bracelet sowie sein bisher größtes Preisgeld in Höhe von knapp 1,3 Millionen US-Dollar. Insgesamt erreichte der Amerikaner in jenem Jahr vier Finaltische und sicherte sich mehr als 1,7 Millionen US-Dollar aus acht Geldplatzierungen. Aufgrund dieser Leistung wurde er als WSOP Player of the Year 2015 ausgezeichnet. Anfang Februar 2018 gewann Gorodinsky das zweite Event der US Poker Open im Aria Resort & Casino am Las Vegas Strip mit einer Siegprämie von knapp 180.000 US-Dollar. Bei der WSOP 2022, die erstmals im Bally’s Las Vegas und Paris Las Vegas ausgespielt wurde, belegte er den mit rund 185.000 US-Dollar dotierten zweiten Platz der Dealer’s Choice Championship. Bei der WSOP 2023 entschied der Amerikaner die H.O.R.S.E. Championship für sich und wurde mit seinem dritten Bracelet sowie mehr als 420.000 US-Dollar prämiert.
Insgesamt hat sich Gorodinsky mit Poker bei Live-Turnieren mehr als 4 Millionen US-Dollar erspielt.

### Braceletübersicht
Gorodinsky kam bei der WSOP 44-mal ins Geld und gewann drei Bracelets:
| Jahr | Buy-in (in $) | Turnier                                  | Teilnehmer | Preisgeld (in $) |
| ---- | ------------- | ---------------------------------------- | ---------- | ---------------- |
| 2013 | 02.500        | Omaha/Seven Card Stud Hi-Low 8-or Better | 374        | 0.216.988        |
| 2015 | 50.000        | The Poker Player’s Championship          | 084        | 1.270.086        |
| 2023 | 10.000        | H.O.R.S.E. Championship                  | 185        | 0.422.747        |